# Chelsea Blue
Chelsea Blue (ur. 16 listopada 1976 w Ithace) – amerykańska aktorka pornograficzna.

## Życiorys
Urodziła się w Ithace w stanie Nowy Jork. Dorastała w Houston w stanie Teksas.
W 1995 roku, w wieku 19 zaczęła karierę w branży porno w filmie Sodomizer 2 - King of the Hot Tight Asses. Swój pseudonim zaczerpnęła od imienia jej przyjaciółki z lat młodzieńczych (Chelsea) i jej ulubionego koloru - niebieskiego (Blue).
W 1996 roku spotykała się z aktorką porno Houston, którą poznała na planie Carnal Invasions.
W 1997 roku podjęła pracę jako striptizerka na Hawajach.
Została dostrzeżona w filmie John Stagliano Productions The Fashionistas 1 (2002) obok takich wykonawców jak Rocco Siffredi, Manuel Ferrara czy Belladonna, a w 2003 roku była nominowana do AVN Award w kategorii „Najlepsza złośnica”.
Wystąpiła także w filmach: Castle Eros (Zamek Erosa, 2002) jako Gabriella, Embrace the Darkness 3 (2002) jako Jennifer, Sinful Desires (Grzeszne pragnienia, 2002) jako fantazjująca kobieta, Behind Bedroom Doors (Za drzwiami sypialni, 2003) jako Abby, a także serialu erotycznym The Best Sex Ever (2002) jako Lizzy.
Za występ jako Lana Gammons w produkcji Hustler Video Snoop Dogg’s Hustlaz: Diary of a Pimp (2002) w reżyserii Snoop Dogga otrzymała kolejną nominację do AVN Award w kategorii „Najlepsza wykonawczyni nie biorąca udziału w scenie seksu - film lub wideo”.

## Nagrody i nominacje
| Rok  | Nagroda   | Kategoria                                                                  | Film                                         | Inni wykonawcy          | Studio        | Rezultat  |
| ---- | --------- | -------------------------------------------------------------------------- | -------------------------------------------- | ----------------------- | ------------- | --------- |
| 2003 | AVN Award | Najlepsza złośnica                                                         | The Fashionistas 1 (2002)                    | Taylor St. Claire i Gia | Evil Angel    | Nominacja |
| 2004 | AVN Award | Najlepsza wykonawczyni nie biorąca udziału w scenie seksu - film lub wideo | Snoop Dogg's Hustlaz: Diary of a Pimp (2003) | –                       | Hustler Video | Nominacja |